# Tubenpresse

Tubenpresse

Die Tubenpresse ist ein aus Kunststoff oder Metall bestehendes, handliches Werkzeug zum nahezu restlosen Entleeren von Tuben jeglicher Art. Dazu wird die Tube mit dem gefalzten oder verschweißten Ende zwischen die zwei gerändelten Walzen eingeführt und von diesen danach zusammengepresst. Durch Betätigen eines Handrades wird die Tube Stück für Stück durch die Walzen gepresst und der Tubeninhalt in Richtung der Tubenöffnung gedrückt.